# Luc Douay
Luc Douay est un médecin, biologiste médical, Professeur et Chef de Service du Laboratoire d'Hématologie de l'hôpital Armand-Trousseau .
Il s'est fait connaître en 2011 pour avoir réalisé la première autotransfusion d'un culot de globules rouges obtenu par culture cellulaire et différenciation de cellules souches (voir Thérapie cellulaire) .